# プッカ
プッカ（ハングル：뿌까 ['pˤukˤa] 文化観光部2000年式：Pukka 英語：Pucca）は、韓国のキャラクターデザイン会社ヴーズ・キャラクター・システムズ/Vooz Character Systemsが2000年に発表したキャラクターである。

## 概要
ヴーズ公式サイトに掲載されたフラッシュアニメが人気となり、アメリカ、イギリスを始め欧米各国で文具、絵本などが販売されるようになった。2006年にはトゥーン・ディズニーでアニメ番組として放映が開始された。グッズは現在、世界72カ国で販売されている。日本では2002年12月21日から2003年3月29日に『FUNNY LOVE PUCCA&GARU』のタイトルでフジテレビ系『ポンキッキーズ21』内でフラッシュアニメが放映された。また、日本のトゥーン・ディズニー（現：ディズニーXD）でもテレビシリーズが2006年から2009年に放映され、日本のディズニー・チャンネルでも2020年10月24日から放映を再開した。なお、ディズニー・チャンネル版の日本語吹き替えにおいては、トゥーン・ディズニー版と同じキャスティングがなされていたが、プッカとガルのキャラクターにおける日本語吹き替え版声優が一新されている。ウォルト・ディズニー・ジャパンはディズニーXDの放送を2021年1月31日で終了し、一部の番組はディズニー・チャンネルに移行したため、本作におけるトゥーン・ディズニー版の日本語吹き替えは廃止となった。また、ディズニー・チャンネルでの放送も、2021年3月28日を最後に予告なく終了している。そのため、テレビ東京系列の『ディズニー・サンデー』においては、2021年3月28日の放送分をもって終了し、6年間の歴史に幕を閉じたためだと思われていたが、2021年9月7日にディズニー・チャンネルでの放送を再開した。

## 内容
プッカは巨竜（コーロン、거롱、Georong）料理店の看板娘。ある時、店の手伝いで配達している途中で出会った忍者の末裔の少年ガルに一目ぼれして、猛アタックを開始する。
ガルは家門再興のために修行に励み、プッカの猛攻撃をかわそうとするが、最後にはプッカに捕まって強烈なキスを浴びせられるというオチがつく。
テレビアニメ版ではさらに村の個性的な住民が加わり、騒動となる。

## キャラクター
プッカ
フジテレビ版：大谷育江
トゥーン・ディズニー版：木下紗華
ディズニー・チャンネル版：田中貴子　
主人公。アジアのどこかにあるスガ村（Sooga Village）に住む女の子。誕生日は7月7日。好物はジャージャー麺（ただし中国式か朝鮮式かの言及はない）。二つに分けたお団子頭に赤い上着、黒いズボンを履いている。実家の料理店も手伝う看板娘で、自分専用のスクーターで配達もしている。可愛らしい容姿を持つようで、「絶世の美少女」と称されることもある。一度自分のパーティを台無しにされ、リンリンと対決し、お団子をまとめるゴムがちぎれたことがある。ガルに恋してからは、とにかくガルを追い掛け回し、熱烈な求愛をしている。恋路の邪魔をする者は絶対許さず、どんな猛者も跳ね飛ばしていく。登場人物の中では最強。基本的には喋らず、笑い声と泣き声だけしか発しないが、怒ると顔が赤くなり、泣くと滝のように涙を流すなど表情豊かである。
ガル
フジテレビ版：くまいもとこ
トゥーン・ディズニー版：ヤスヒロ
ディズニー・チャンネル版：新祐樹
もう一人の主人公。古くに栄えた忍者一族の末裔。誕生日は12月2日。亡き父の遺言である家門再興のために、村のあらゆる場所で修行をしている。自分の修行を邪魔するものは嫌いなため、プッカの猛アタックには困惑している。彼女がやってくると真っ赤な顔になり、逃げ出そうとしたり、分身の術で目くらましを掛けたりするが、最後には捕まってしまう。それでも忍者としての能力は高く、ライバルの忍者軍団や友人たちと堂々と渡り合っている。プッカ同様喋らないが、プッカに襲われた際には悲痛な雄叫びを上げる。自分の家には「忍者ホームセキュリティシステム」がついており、ただの小さいボロ家のような外観からは想像できないようなシステム（ドアから手が出る、地下室に高さがガルの9〜10倍はある招き猫ロボットがある、屋根瓦がばね仕掛けで飛び上がることができる）がある。
ミオ
ガルに飼われている黒い雄猫。フラッシュアニメではよく修行中ガルに付き従っていたが、プッカに拉致されて愛のキューピッド役をおおせつかった時に出会った雌猫ヤニに一目ぼれして以来、しばしばヤニを追い掛け回すようになる。その際、プッカから頼まれたお役目もさっぱり忘れてしまったので、プッカの怒りを被った。
ヤニ
村に住むピンク色の雌猫。村の雄猫たちのアイドル。
チン
フジテレビ版：小林希唯
トゥーン・ディズニー版：小林希唯
ディズニー・チャンネル版：小林希唯
11歳の女の子でプッカの親友。紫色のチャイナ服にお下げ頭で頭に赤い花を付けている。ウォン（Won）という鶏を飼っていて、いつも頭に載せている。アビョのことが好きで将来は彼を夫にすると決めている。一見おとなしそうだが、実は剣術使いで、邪魔者はあっさりとなぎ倒せるほどの体力の持ち主。テレビシリーズでは喋らないプッカの分を補うかのように多弁である。
アビョ
フジテレビ版：石野竜三
トゥーン・ディズニー版：河本邦弘
ディズニー・チャンネル版：河本邦弘
ガルの良きライバルでアクションスターを目指す男の子。ブルース・リーを髣髴とさせる外見で黒いチャイナ服を着ているが、気分が高揚すると上着を裂いて戦闘モードに突入する。カンフーの使い手だが、観客がいないと燃えないタイプ。チンに好かれているが、どう思っているかは不明。ただ、彼女の応援に照れていたり、いつも一緒にいたりと満更でもない。
サンタ・クロース
フジテレビ版：増谷康紀
トゥーン・ディズニー版：江川大輔
ディズニー・チャンネル版：江川大輔
スガ村在住。オフシーズンにはタクシーの運転手、ピアノ弾きなどあらゆる場所に出没している。一度プッカに泣き落とされて、ガルを拉致するという暴挙に出たこともある。昔は、「レッドランタン」という悪い泥棒忍者だった。
ソッソ
トゥーン・ディズニー版：木下紗華
ディズニー・チャンネル版：木下紗華
少林寺の修行僧。寡黙で修行に励むが、たまにプッカたちの騒ぎに巻き込まれることもある。雲の上で「安らぎの寺」を開いている。
ブルース
トゥーン・ディズニー版：宗矢樹頼
ディズニー・チャンネル版：宗矢樹頼
アビョの父親で村の警察官。泥棒をよく追いかけている。語尾は「〜〜、どうぞ」。捜査が終わったときや、事件が解決したときには、「これにて通信終了」と決め台詞を言う。
トベ
フジテレビ版：麦人
トゥーン・ディズニー版：船木真人
ディズニー・チャンネル版：船木まひと
ガルと敵対している悪の忍者軍団のリーダー。ガルに復讐しようとし（その理由は不明）度々勝負を挑むが、プッカのすさまじい妨害と間抜けな部下のおかげでいつも失敗している。
ダダ
トゥーン・ディズニー版：ヤスヒロ
ディズニー・チャンネル版：ヤスヒロ
プッカの手伝う中華料理店「コーロン」のホールスタッフをしている少年。第1・第2シーズンは坊主頭だったが、第3シーズンからソフトモヒカンのような髪型に変更されている。びっくりしたり恐怖を感じたりするとオシッコを漏らす。そそっかしいが優しい性格で、いわゆる「憎めないキャラ」。
ダンディ
ディズニー・チャンネル版：江川大輔
第3シーズンから登場する、コーロンの雑用係の少年。オリジナルの韓国版と他国版ではキャラクター名が異なる。青い目をしており、頬にそばかすがある。スパイとしてコーロンに潜入しているという背景がエピソード「ダンディの秘密」で明らかになる。
リンリン
トゥーン・ディズニー版：木下紗華
ディズニー・チャンネル版：木下紗華
ガルのことが好きで、プッカを敵対視する少女。色々な機械を使ってプッカと争うが、ほとんどの場合でプッカに負ける。わがままな性格で、ガル以外の面々には尊大な態度を見せることが多い。第3シーズンではUFOのような乗り物で空を飛ぶことがある。極度に怒ると京劇の登場人物のような見た目になり、独特の声を出す。
ソー仙人
トゥーン・ディズニー版：船木真人
ディズニー・チャンネル版：船木まひと
天女を4人、引き連れている。地上で行動するときには、常に雲に乗っている。見た目は禿頭で、黒い髭を生やしている。スガ村で裁判官やラジオDJを務めることがある。雲の上の神殿に住む。仲の悪い兄弟がいる。持っている杖から青白いビームを出すことがある。
ファイヤ
ディズニー・チャンネル版：河本邦弘
ドンキングのスタッフの中でもリーダー的存在の男性。赤い蝶ネクタイを付け、ウエイター服を着ており、前歯に金歯がある。リンリンからは様々な指示を受けており、時折陰で苛立ちをあらわにする。エイヨは甥である。
エイヨ
ディズニー・チャンネル版：新祐樹
リンリンの付添人の少年。キャップを被っている。ファイヤは彼の叔父、あるいは伯父である。リンリンに対して皮肉を言うことがある。
ドンキング
ディズニー・チャンネル版：宗矢樹頼
第3シーズンから登場する。リンリンの父。レストラン「ドンキング」のオーナー。
カサノ
ディズニー・チャンネル版：江川大輔
レストラン「ドンキング」のスタッフで、陽気でチャラチャラした雰囲気の青年。エピソード「こわーいミジャ」でミジャという女性と何らかの関係があったことが示唆されている。敵側でありながら、かわいいプッカに一方的な恋心を抱いている。

## インターネット公開分
1. Kissing with Ice Cream（2001年、第1作）
2. In Bamboo Field
3. War for take over Mandoo
4. Seol-Joong-Bong (Dream in Flower Field)
5. Boon-Shin-Sa-Ma-Jun
6. Various Kissing Ways
7. Battle in the Boat
8. X-MAS Story
9. New Year's Greeting
10. Happy Valentine
11. Fighting Korea 1
12. Fighting Korea 2
13. Summer Story
14. Blooded Man's Training Story
15. Korean Black Noodle
16. Pucca's Most Wanted
17. PePeRo Day
18. Valentine 1
19. Valentine 2 - Take My Heart
20. Autumn Persimmon
21. The Cutting
22. Can you catch me?
23. The Misson Flower Delivery
24. Whiteday
25. The Swing
26. Funny Sky Diving
27. Time is up
28. Oasis
29. The Rival
30. 2004 Blackday + Pu Kong
31. The Constellation of Love + Angel Pucca
32. Hottest Fighter Abyo Puccaland
33. The Frog Prince + I Will Protect
34. Caughting in the Rain
35. Bungee Jump
36. X-mas Present Factory
37. X-mas 1 + X-mas 2
38. Happy Luna New Year
39. The Trouble of Chocolate
40. The Ring + Look at Me
41. The Opening Ceremony
42. Photo Day + Don't Look Back
43. Flower Delivery + Music Box
44. Fragrance of Spring
45. Water Ski
46. Puccaland

## テレビシリーズ

### シーズン1
| 回 # | 英題                                                                       | 邦題 |
| ---- | -------------------------------------------------------------------------- | ---- |
| 1    | Funny Love Eruption / Noodle Around The World / Ping Pong Pucca            |      |
| 2    | A Force of Won / Chef Slump / House of Doom                                |      |
| 3    | The Cursed Tie / Chicken Spots / Flower Power                              |      |
| 4    | Cat Toy / Let's Go Fly a Ninja / Gone With The Noodles                     |      |
| 5    | Them Bones / Ghost of a Kiss / The Usual Ching                             |      |
| 6    | Treasure of the Comfy Sofa / Snow Ninjas / Slam, Bam Birthday Bash         |      |
| 7    | The Sooga Showdown / Scenes From a Maul / Up From the Depths               |      |
| 8    | Dream On / Armour Plated Love / Catnapped                                  |      |
| 9    | Invisible Trouble / High Voltage Ninjas / Ninjail Bird                     |      |
| 10   | Tis the Season for Revenge / Northern Lights Out / Secret Santa            |      |
| 11   | Rootin' Tootin' Ninjas / Special Delivery / Ninjitsu for Dummies           |      |
| 12   | Misplaced Face / Swiss Kiss / Big Top Bang Bang                            |      |
| 13   | No Year's Eve / Noodle to the Stars / Ring Ring's Party Favours            |      |
| 14   | Ninjasaurus / Unfortunate Cookies / On Thin Ice                            |      |
| 15   | Matinee Mayhem / Feud Fight / Dance, Pucca, Dance                          |      |
| 16   | Evil Love / A Better Boyfriend / Prince Not-So Charming                    |      |
| 17   | A Leg Up / Surf Ninjas / The Shirtless Avenger                             |      |
| 18   | And the Band Played Rong / Tobe's Nighttime Troubles / Datin' and Dumplins |      |
| 19   | Oh the Bells! / Lumberjacked / Autograph This!                             |      |
| 20   | Man of the Tree House / Spainful / Romancing the Clone                     |      |
| 21   | Tokyo A Go-Go / Ninja License / Four-Alarm Fire                            |      |
| 22   | The Ring Ring Touch / Garu Of The Jungle / Peace Out                       |      |
| 23   | Itsy Bitsy Enemy Within / Puccahontas / Sooga Size Me                      |      |
| 24   | Little Miss Sooga / Gold Medal Garu / Cat Scratch Fever                    |      |
| 25   | Garu Down Under / Woolen Warrior / A Close Shave                           |      |
| 26   | Soap Opera / The Choo Choo Trouble / Pucca Goes Dutch                      |      |

### シーズン2
| 回 # | 英題                                                               | 邦題 | 備考    |
| ---- | ------------------------------------------------------------------ | ---- | ------- |
| 27   | Puccapatra / Knock It Off / Trial by Fury                          |      |         |
| 28   | Unsinkable Pucca / Break My Day / Samba of Doom                    |      |         |
| 29   | Pucca's Fishy Tale / Invincible Vengeance / Dragon Player          |      |         |
| 30   | Chop Chewie / Janitaurus / Stop That Yang                          |      |         |
| 31   | Monster Truck Island / Astral Boy & Dream Girl / Hex Door Neighbor |      |         |
| 32   | Chefnapped                                                         |      | 3部構成 |
| 33   | Enter the Dragon Girls / Hot and Bothered / Stuck on Goo           |      |         |
| 34   | 4 Eyes - 2 Mind / Hooray for Bollywood / He Loves Me Not           |      |         |
| 35   | Ching It On / Striking Out / Tomb It May Concern                   |      |         |
| 36   | Fab Abyo / The Bride of Muji / Full Moon Pucca                     |      |         |
| 37   | It's a Ring Ring Thing / Jingle Cans / Garu Hood                   |      |         |
| 38   | Cuckoo Love / Double 'A' Attack / Super Sooga Squad                |      |         |
| 39   | Tame That Toon / Abra Ca Pucca / Skip my Lou                       |      |         |
| 40   | Attack of the Schlumpie                                            |      | 3部構成 |

### シーズン3
| 回 # | 日本語サブタイトル                                                         | 朝鮮語サブタイトル                                      |
| ---- | -------------------------------------------------------------------------- | ------------------------------------------------------- |
| 41   | スガ島お料理コンテスト リンリン登場 ラッキー缶                             | 수상한 요리대회 라이벌 등장! 행운의 통조림              |
| 42   | バネきのこを探せ ボディガードコンテスト 星を集めろ                         | 찾아라! 스프링 버섯 보디가드 선발대회 별 스티커         |
| 43   | コーロンの味 金色のニンジャトベ カサノの誘惑                               | 까다로운 음식 평론가 황금 닌자 또배 카사노의 유혹       |
| 44   | ロボット・ガル プッカの手作り肉まん マスクウーマン現る！                   | 로봇 가루 공포의 만두 출동! 마스크 우먼                 |
| 45   | ダンディの秘密 伝説のハチミツ探し スガ島のエイリアン                       | 득도의 비밀 전설의 꿀을 찾아서! 수가섬 외계인 조사      |
| 46   | ガルとトベ入れかわる ブーイングを跳ね返せ プッカのマナー教室               | 뒤바뀐 두 남자 야유 3총사 숲속 매너 교육                |
| 47   | 赤い靴のダンス 動き出す落書き 特製ソースのゆくえ                           | 춤추는 빨간 구두 낙서가 살아있다? 돈킹의 특급 요리사    |
| 48   | テーブルに住むおばけ トベのハイテク装備 ときめきペンダント                 | 유령 토끼 또배의 쓸모없는 능력 두근두근, 사랑의 목걸이  |
| 49   | コーロンの特別なお客様 ガルへのラブレター 消えたプッカの記憶               | 거룡가의 특별한 손님 연애 편지 기억상실                 |
| 50   | ネコの強盗団 プッカの夢の中へ 悪党アビョ                                   | 고양이 도적단 뿌까의 꿈 속으로 아뵤의 악당 도전         |
| 51   | 美しいのはどっち？ ブルース 元気を出して プッカの分身たち                  | 스타일 대결 브루스의 우울증 뿌까 1/3                    |
| 52   | サンドバッグの精霊 ラブラブ･ブレスレット 仙人の弟子対決                    | 샌드백 요정 사랑의 팔찌 도술 대결                       |
| 53   | 最高の麺を目指せ 消えたコーロン パート１ 消えたコーロン パート２           | 반죽의 달인 사라진 거룡가(상) 사라진 거룡가(하)         |
| 54   | スガ島トライアスロン スガ島の宝探し トベ いい人になる                      | 푸드 철인 3종 경기 보물을 찾아라 우리 또배가 착해졌어요 |
| 55   | アビョのダイエット 恋するシェフたち リンリンの友達作り                     | 아뵤의 다이어트 사랑에 빠진 요리사들 링링의 친구 만들기 |
| 56   | 映画スター ガル さらわれたウォン 掛け軸の天女                              | 가루, 영화배우 되다 사라진 원을 찾아서 깨어난 선녀      |
| 57   | シェフたちのバケーション 伝説のイエティ 愛のスープ                         | 요리사들의 휴가 전설의 동물 예티 러브 수프              |
| 58   | リンリン 道場に入る ウィンドボーイのタイムマシン バンザイ･スパイス         | 링링, 무술도장에 가다 풍타의 타임머신 만세 만세 만만세  |
| 59   | スッキリソーダ お米が欲しい こわーいミジャ                                 | 뻥 뚫려요, 빵빵소다 쌀 구하기 대작전 너무 무서운 그녀   |
| 60   | スーパー･バナナ･ドーナツ かゆみを止めて！ バレンタインの手作りチョコ       | 슈퍼 바나나 도넛 가려운 건 못 참아 밸런타인 대소동      |
| 61   | バスケットボール対決 伝説のモンスター ＡＩロボットのコック                 | 농구 대결 거대 괴수 수질라 인공지능 요리사              |
| 62   | 恋するエイリアンの王子さま 牢屋に入ったガル 怪しい対決ゲーム               | 외계인 왕자의 사랑 감옥에 갇힌 가루 수상한 승부         |
| 63   | ドンキングのマスコット ドキドキ ハロウィン 隕石でパワーアップ              | 돈킹의 마스코트 수가섬 핼러윈 초능력 대소동             |
| 64   | 暴れる鬼シャツ コーロン・チャンネル 悪党たち 手を組む                      | 도깨비 옷 채널 거룡가 손잡은 악당들                     |
| 65   | スガ島の冬 戦士の腕試し リンリン 牛になる                                  | 수가섬의 신나는 겨울 무사의 자격 소가 된 링링           |
| 66   | ドラゴンのしっぽ ドンキングVSゴーロン パート1 ドンキングVSゴーロン パート2 | 드래곤의 꼬리 돈킹 vs 거룡가(상) 돈킹 vs 거룡가(하)     |